# Новосёлова (Усть-Кутский район)
Новосёлова (часто употребляется Новосёлово) — село в Усть-Кутском районе Иркутской области, Россия. Расположено на левом берегу реки Лены в 57 км северо-восточнее Усть-Кута и в 545 км севернее Иркутска (по воздуху).
Население — 2 чел. (2010), заняты в фермерском хозяйстве.
Относится к Подымахинскому сельскому поселению. Глава администрации — Александр Яковлевич Мохов.

## Географическое положение
Новосёлова расположена севернее центральной части Иркутской области в восточной части Усть-Кутского района на левом берегу реки Лены, в 5,5 км ниже устья реки Таюры.
Ближайший крупный населённый пункт — город Усть-Кут. Расстояние от Таюры по воздуху — 57 км (ЮЗ), по реке Лене — ок. 75 км вверх по течению. Расстояние до центра сельского поселения села Подымахина — ок. 35 км вверх по течению
Часовой пояс. Иркутское время: IRKT = UTC+8. Летнее время: IRKST = UTC+9. Разница во времени с Москвой — 5 часов: MSK +5.
О климате, рельефе и почвенном покрове см.: Усть-Кутский район

## История
В XVIII веке вблизи деревни находился Ключи-Воскресенский медеплавильный завод.
В 1930-х гг. в деревне был организован колхоз «Свобода труда». Известно об одной из его членов — Марине Макаровне Назаровой, в 1939 году присоединившейся к движению вязальщиц-тысячниц. Принорме 300—360 снопов она навязывала по 1000—1200 снопов, за что получила телеграмму с благодарностью от первого первый депутат Верховного Совета РСФСР тов. Паршукова.

## Экономика
Предприятия отсутствуют. Население занято в фермерском хозяйстве хозяйстве. Сбыт сельхозпродукции в бюджетные организации города Усть-Кута.

## Транспорт
Автомобильный. С другими населёнными пунктами деревню Новосёлова связывают только лесные дороги, в плохую погоду непроезжие для большинства автомобилей.
В 27 км от села проходит участок местной автодороги Усть-Кут — Верхнемарково, с 2007 года ставшей частью строящейся федеральной автодороги «Вилюй». Однако выход на неё даёт только просёлочная дорога, проезжая только для автомобилей с хорошей проходимостью при благоприятных погодных условиях.
Зимой действует зимник по руслу реки Лены.
Речной. Летом по Лене курсируют теплоходы типа «Заря».

## Связь
Телефонная связь отсутствует. Почтовое отделение находится в с. Подымахине (666775).

## Социальная сфера
Учреждения социальной сферы отсутствуют.